# Zóievka
Zóievka (en rus: Зоевка) és un poble del krai de Khabàrovsk, a l'Extrem Orient de Rússia. El 2012 tenia 178 habitants. Pertany al districte rural de Lazó.